# 特萊沃·多諾萬
特萊沃·多諾萬（英語：Trevor Donovan，1978年10月11日—）是美國的一位演員和模特。他最著名的作品是在青少年電視劇90210中飾演Teddy Montgomery角色。他除了電視劇之外也出演過多部電影。

## 外部連結
- 特萊沃·多諾萬在互联网电影资料库（IMDb）上的資料（英文）